# Médaille du combattant des forces armées allemandes
La Médaille du combattant (allemand : Einsatzmedaille Gefecht) est une décoration militaire destinée à reconnaitre la participation active des membres de la Bundeswehr, les forces armées de la République fédérale d’Allemagne, aux opérations de combat ou d’être la cible d’actes terroristes.
La médaille fut établie en 2010 par le ministre fédéral de la défense Karl-Theodor zu Guttenberg et introduite au grand public par le président de la République fédérale d’Allemagne Christian Wulff. La médaille du combattant n’est accordé qu’une seule fois au même récipiendaire et peut être décernée à titre posthume.
L'introduction de cette médaille fut dans un contexte où de plus en plus de soldats allemands étant impliqués dans des situations de combat lors de leur participation à des missions à l'étranger, en particulier en Afghanistan. Il a souvent été critiqué au sein des Forces armées allemandes que le service dans les zones de combats n’était pas reconnu convenablement, spécialement lorsque les soldats de la Bundeswehr étaient directement et activement impliqués dans les opérations de combat. L’attribution de la médaille de déploiement des forces armées allemandes ne reconnaissait pas suffisamment les dangers et les sacrifices affiliés au service dans ces opérations périlleuses.
Les dirigeants politiques, opposés à l'introduction d'une médaille uniquement destinée aux soldats blessés ou tués durant ces opérations, optèrent plutôt pour la Médaille du combattant comme reconnaissance des risques extrêmes impliqués dans la participation active aux opérations de combat et à la souffrance associée aux attaques terroristes.

## Insigne
La Médaille du combattant est circulaire, d’un diamètre de 35 mm et dorée.  À son avers au centre à l’intérieur d’une couronne de feuilles de laurier en relief, un aigle allemand émaillé en noir. Deux minces lignes émaillées forment des cercles près du rebord de la médaille, le cercle extérieur est émaillé noir, le cercle intérieur est émaillé rouge. Le revers de la médaille est lisse et sans inscription ou image.
La médaille est suspendue par un anneau à un ruban de soie moirée large de 3 cm. Le ruban est rouge avec deux bandes noires de 3 mm de large en bordure du ruban, deux bandes jaunes larges de 2 mm se situent à 5 mm des rebords.  Une agrafe dorée de 2 cm de large par 5 mm de haut est fixée au ruban, elle porte l’inscription en émail noir encadrée de noir (allemand : GEFECHT) se traduisant en « BATAILLE » ou « COMBAT ». Le ruban destiné au placard est aussi orné d'une réplique miniature de l'agrafe "GEFECHT".

## Récipiendaires (liste partielle)
- Hauptgefreiter Sergej Motz (25 novembre 2010 - Posthume)
- Brigadegeneral Michael Matz

## Sources
Traduction
- (de) Cet article est partiellement ou en totalité issu de l’article de Wikipédia en allemand intitulé « Einsatzmedaille Gefecht » (voir la liste des auteurs).

- (en) Cet article est partiellement ou en totalité issu de l’article de Wikipédia en anglais intitulé « Combat Action Medal of the Bundeswehr » (voir la liste des auteurs).